# Рижиков Йосип Іванович
Йосип Іванович Рижиков (2 вересня 1893, село Рацево Оршанського повіту Могильовської губернії, тепер  Толочинського району Вітебської області, Республіка Білорусь — 10 грудня 1979, СРСР) — білоруський радянський діяч, секретар ЦК КП(б) Білорусії із лісової промисловості, народний комісар лісової промисловості, промисловості будівельних матеріалів Білоруської РСР, міністр житлово-цивільного будівництва Білоруської РСР. Член ЦВК Білоруської РСР у 1931—1935 роках. Депутат Верховної ради Білоруської РСР у 1947—1959 роках.

## Життєпис
Народився в бідній селянській родині.
З 1904 року наймитував, працював робітником шкіряного заводу, а потім деревообробного заводу в місті Ризі.
З 1914 до 1917 року служив у російській армії, учасник Першої світової війни.
Член РСДРП(б) з 1917 року.
З 1918 року служив у Всеросійській надзвичайній комісії (ВЧК) при Раді народних комісарів РРФСР, працював у Особливому відділі ВЧК армії, був начальником прикордонної дільниці. Учасник громадянської війни в Росії.
З 1923 року — на господарській роботі.
З лютого 1924 року — голова виконавчого комітету Коковщинської волосної ради Сєнненського району Білоруської СРР.
Згодом працював у партійних та профспілкових організаціях Борисовського лісопильного заводу, сірникової фабрики «Березина», де був секретарем партійного осередку.
З кінця 1920-х років — 1-й секретар Борисовського міського комітету КП(б) Білорусії; заступник керівника Білоруського будівельного об'єднання; завідувач сектору партійних кадрів ЦК КП(б) Білорусії.
До 1934 року — 1-й секретар Рєчицького районного комітету КП(б) Білорусії.
У 1934—1937 роках — член партійної колегії при уповноваженому Комісії партійного контролю при ЦК ВКП(б) по Білоруській СРР.
У 1937 — липні 1938 року — народний комісар лісової промисловості Білоруської РСР.
У 1939—1940 роках — 1-й секретар Гродненського міського комітету КП(б) Білорусії Білостоцької області.
26 квітня 1940 — 26 березня 1941 року — народний комісар промисловості будівельних матеріалів Білоруської РСР.
26 березня 1941 — 26 серпня 1943 року — секретар ЦК КП(б) Білорусії із лісової промисловості.
9 вересня 1942 — 1944 року — заступник начальника Білоруської Штабу партизанського руху.
З березня 1943 року — керівник групи Білоруського Штабу партизанського руху на Калінінському фронті; член Військової ради Калінінського фронту; представник ЦК КП(б) Білорусії при ЦК ВКП(б); керівник Західної оперативної групи ЦК КП(б) Білорусії та РНК Білоруської РСР; представник Центрального Штабу партизанського руху на Сталінградському фронті.
У 1944 році — представник Центрального Штабу партизанського руху на 1-му Прибалтійському фронті; член Військової Ради 1-го Прибалтійського фронту.
23 вересня 1944 — 24 квітня 1953 року — народний комісар (з березня 1946 року — міністр) житлово-цивільного будівництва Білоруської РСР.
У квітні 1953 — 1958 року — 1-й заступник міністра житлово-цивільного будівництва Білоруської РСР; 1-й заступник міністра міського та сільського будівництва Білоруської РСР.
У 1958—1959 роках — заступник міністра будівництва Білоруської РСР.
З 1959 року — персональний пенсіонер.
Помер 10 грудня 1979 року.

## Нагороди
- два ордени Леніна (15.08.1944, 30.12.1948)
- орден Жовтневої Революції (1973)
- орден Червоного Прапора (7.03.1943)
- орден Трудового Червоного Прапора (1958)
- орден Червоної Зірки (1.01.1944)
- медаль «Партизанові Вітчизняної війни» І ст.
- медаль «За оборону Москви» (21.08.1944)
- медаль «За оборону Сталінграда» (12.03.1944)
- медаль «За перемогу над Німеччиною у Великій Вітчизняній війні 1941—1945 рр.» (1945)
- медаль «За доблесну працю у Великій Вітчизняній війні 1941—1945 рр.» (1945)
- медаль «Ветеран праці»
- медалі